# Villeporcher
Villeporcher település Franciaországban, Loir-et-Cher megyében. Lakosainak száma 146 fő (2022. január 1.). Villeporcher Saunay, Saint-Cyr-du-Gault, Saint-Gourgon és Villechauve községekkel határos.

## Népesség
A település népessége az elmúlt években az alábbi módon változott:
| Lakosok száma | 210  | 151  | 130  | 145  | 150  | 154  | 153  | 150  | 149  | 146  |
|               | 1968 | 1982 | 1990 | 2006 | 2013 | 2015 | 2017 | 2019 | 2020 | 2022 |